# Philadelphia Phillies

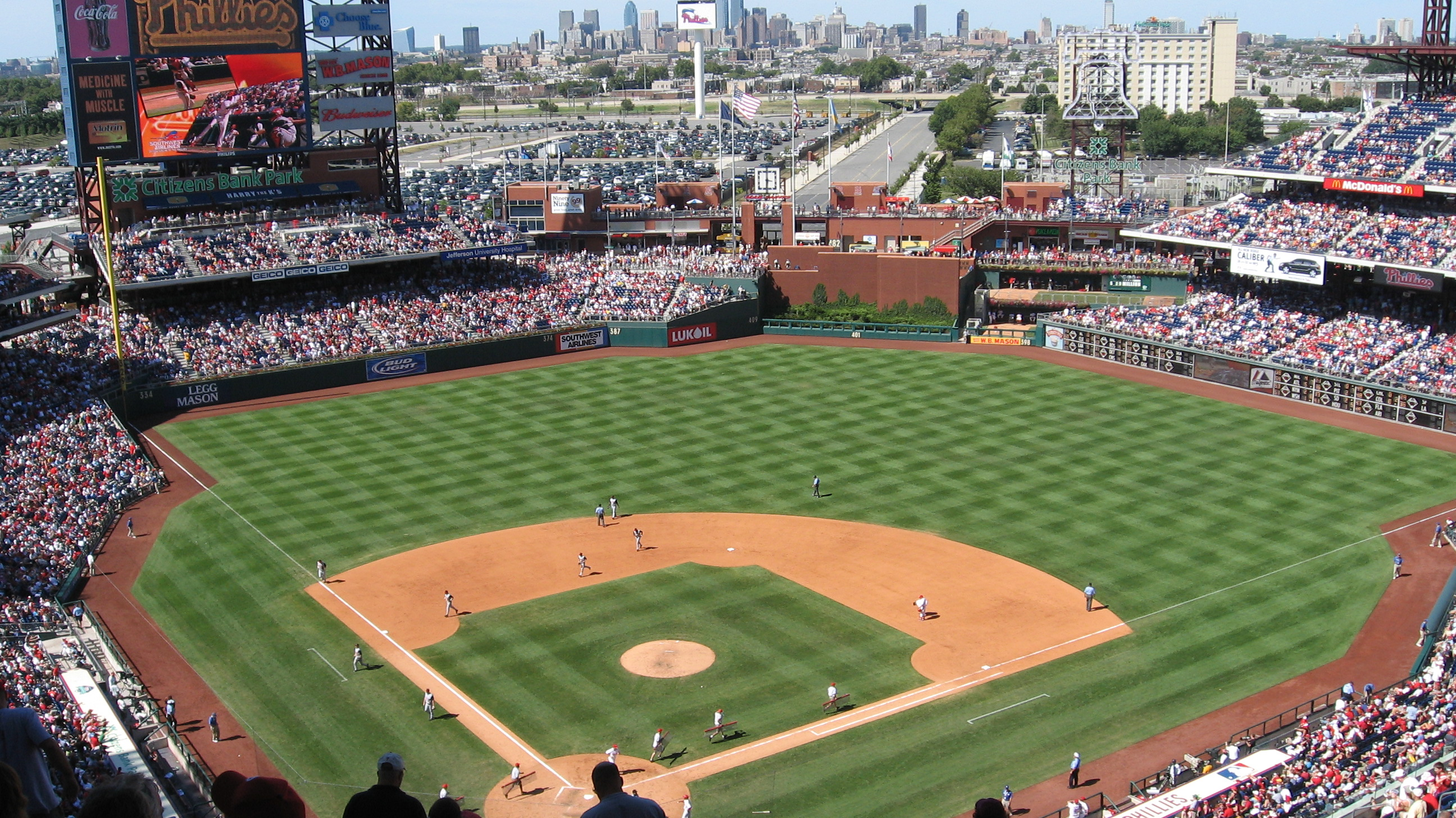
Citizens Bank Park

Die Philadelphia Phillies sind ein Baseballteam aus der Major League Baseball, das in Philadelphia, Pennsylvania beheimatet ist. Die Phillies spielen in der East Division der National League. Seit 2004 tragen die Phillies ihre Heimspiele im Citizens Bank Park im Süden Philadelphias aus. Sie wurden zuletzt 2008 Meister der MLB, als Meister der National League standen sie 2009 erneut in der World Series, unterlagen dort aber den New York Yankees. Ihre Division haben sie 2011 zum fünften Mal in Folge gewonnen und standen somit erneut, und zum bislang (Stand: 12. August 2015) letzten Mal, in der Postseason.
Das Franchise konnte bisher zweimal in der World Series siegen, 1980 gegen die Kansas City Royals sowie 2008 gegen die Tampa Bay Rays. Bislang gewann das Team siebenmal die National League. Der Club hatte allerdings auch lange Phasen, in denen er extrem erfolglos spielte. Das hohe Alter des Franchise und die erfolglosen Abschnitte sind der Grund dafür, dass die Philadelphia Phillies mehr Spiele verloren haben als jedes andere Baseballteam. Zudem halten sie den Rekord der meisten Niederlagen eines Teams im amerikanischen Profisport überhaupt.

## Geschichte

### Die frühen Jahre

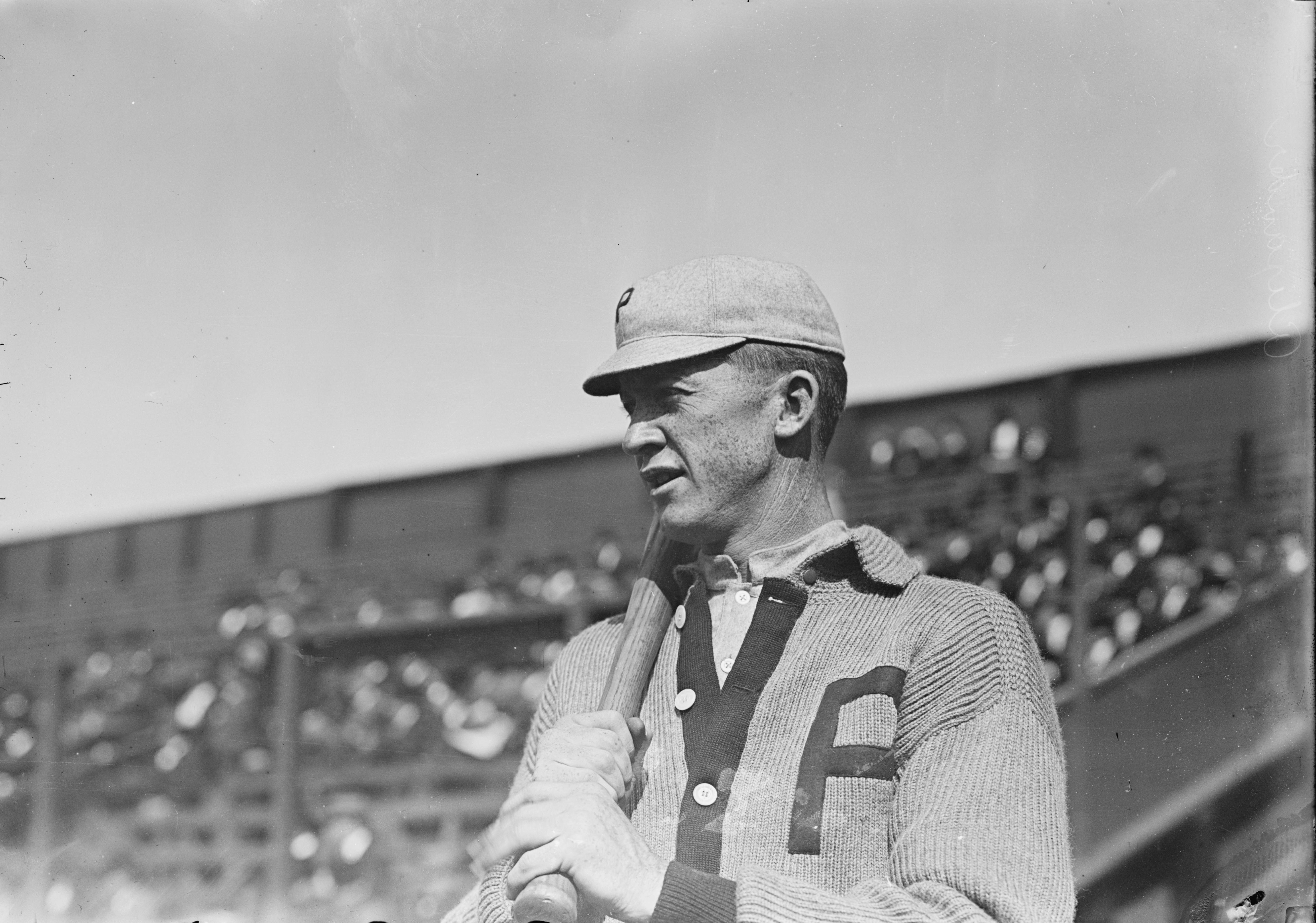
Starpitcher Grover C. Alexander

1883 als „Quakers“ gegründet, wurde der Klub bald in „Philadelphias“ und kurze Zeit später, abgekürzt, in „Phillies“ umbenannt. 1887 bekamen die Phillies ihr erstes dauerhaftes Stadion für Heimspiele, die Baker Bowl. Es dauerte 30 Jahre, bis die Phillies ihren ersten Titel errangen. 1915 konnte das Team, vor allem aufgrund ihres herausragenden Pitchers Pete Alexander und Gavvy Cravath, einem der besten Batter seiner Zeit, die National League gewinnen.
Der Abgang vieler guter Spieler in die noch junge American League und schlechtes Finanzmanagement ließen die Phillies nach der World-Series-Teilnahme 1915 für 30 Jahre in relativer Bedeutungslosigkeit versinken. Bis ins Jahr 1948 gelang den Phillies nur eine Saison mit positiver Bilanz.

### 1943–1963
Im Jahre 1943 kaufte William B. Cox, ein erfolgreicher Holzhändler, die Phillies, die daraufhin schnell an die Spitze der Liga zurückkehrten. Durch den wiedererlangten Erfolg wurde auch das Interesse der Fans wieder größer, und die Zuschauerzahlen stiegen an. Allerdings kam sehr bald heraus, dass Cox illegalerweise Wetten auf die Spiele der Phillies abschloss, woraufhin er lebenslang gesperrt wurde. Der neue Besitzer Bob Carpenter, Jr. versuchte das Image des Teams wieder aufzubessern, indem er es inoffiziell in „Blue Jays“ umbenannte. Da sich der neue Spitzname aber nicht durchsetzte, wurde er 1949 wieder abgeschafft.
Carpenter begann, sich auf die Minor League Teams zu konzentrieren, nachdem die Phillies bis dato nicht viel in die Jugendarbeit investiert hatten. Das Team erreichte im Jahre 1950 wieder einmal die World Series. Die aus den eigenen Farm-Teams ins Team gekommen jungen Spieler, die damals als „Whiz Kids“ bezeichnet wurden, hatten großen Anteil an diesem Erfolg. Unter anderem gehörten die späteren Mitglieder der Baseball Hall of Fame Richie Ashburn und Robin Roberts zu den „Whiz Kids“.

### 1964–1993
In der Saison 1964 waren die Phillies schon so gut wie sicher wieder in der World Series, nachdem sie eine sehr starke Saison spielten. Letztlich gelang es dem Team jedoch nicht, den Vorsprung von 6,5 Spielen auf die St. Louis Cardinals zu halten. Die Phillies verloren die letzten zehn Spiele der Saison in Folge und lagen am Ende ein Spiel hinter den Cardinals. Dieser „Phold of ’64“ (von Philadelphia und Fold (engl.: Einknicken)) ist einer der bemerkenswertesten Leistungseinbrüche in der Sportgeschichte.
1971 zogen die Phillies in das Veterans Stadium. Obwohl einige der Spieler in den 70er Jahren herausragende Leistungen zeigten, beendete das Team die Spielzeiten in der ersten Hälfte des Jahrzehnts doch regelmäßig am Ende der Tabelle. Der Erfolg kehrte 1976 mit dem Gewinn des Divisionstitels zurück, den die Phillies in den Jahren 1977 und 1978 zweimal wiederholen konnten.
1980 gelang erneut der Sieg in der Division, der vor allem dank der starken Leistungen des Pitchers Steve Carlton und der Spieler Greg Luzinski, Mike Schmidt, Larry Bowa, und Pete Rose erreicht wurde. In der anschließenden National League Championship Series bezwangen die Phillies die Houston Astros in einer sehr spannenden und ausgeglichenen Serie mit 3:2. Vier der fünf Spiele in der Serie gingen über mehr als 9 Innings, so auch das entscheidende Spiel 5 in Houston, das die Phillies nach 10 Innings mit 8:7 für sich entschieden. In der anschließenden World Series 1980 gewannen die Phillies ihre erste und lange Zeit einzige Meisterschaft durch einen 4:2-Erfolg gegen die Kansas City Royals. Mike Schmidt wurde zum MVP der World Series gewählt, nachdem er bei 21 At-Bats 8 Hits (AVG .381) verbuchen konnte. Unter anderem schaffte er die entscheidenden Hits in Spiel 2 und im entscheidenden Spiel 6.
In den Jahren 1981 und 1983 erreichten die Phillies erneut die Play-offs, 1983 führte der Weg bis in die World Series, die sie aber gegen die Baltimore Orioles verloren.
Im Anschluss stürzten die Phillies erneut ins Mittelmaß ab und beendeten die Saison 1992 gar auf dem letzten Platz der Division.

### 1993–2021
Die Saison 1993 begann sehr aussichtsreich für die Phillies. Aus den ersten 23 Partien im April ging das Team 17-mal als Sieger hervor und konnte so den Grundstein für eine erfolgreiche Saison legen, an deren Ende sie mit 97 Siegen in die Play-offs einzogen. In der National League Championship Serie schlugen sie die Atlanta Braves mit 4:2 Spielen und erreichten so die World Series 1993. Dort mussten sich die Phillies allerdings dem kanadischen Titelverteidiger, den Toronto Blue Jays, mit 2:4 geschlagen geben.

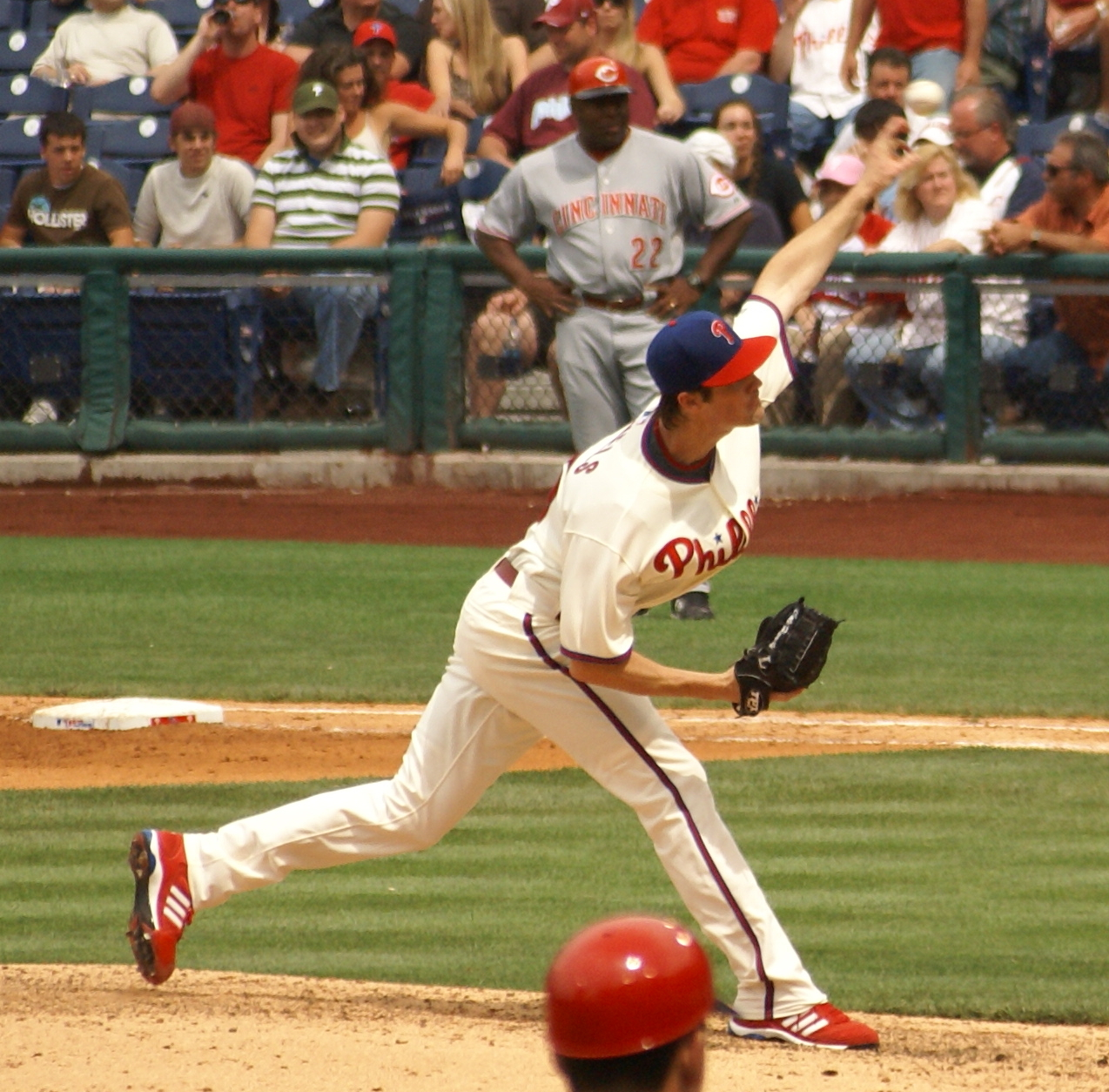
Pitcher Cole Hamels 2008

Nach dem Streik 1994 begann eine erneute Schwächephase der Phillies, die bis zur Saison 2001 keine Spielzeit mehr mit positiver Spielbilanz beenden konnten.
2004 zogen die Phillies in den Citizens Bank Park, dem neuen Stadion im Süden Philadelphias.
Mit einer 2:10-Niederlage gegen die St. Louis Cardinals am 15. Juli 2007 stellten die Phillies den Rekord der 10.000. Niederlage seit ihrer Gründung auf. Trotz dieses Negativrekords in der MLB konnte das Team im selben Jahr den Divisionstitel feiern, an dem vor allem die vielen jungen Spieler im Kader, wie Chase Utley, Ryan Howard, Jimmy Rollins und Cole Hamels großen Anteil hatten. In der League Division Series aber verloren die Phillies glatt mit 0:3 gegen die Colorado Rockies.
In der Saison 2008 gewannen die Phillies den zweiten Divisionstitel in Folge, knapp vor den New York Mets, und zogen erneut in die Play-offs ein. In der League Division Series schlugen sie die Brewers mit 3:1. Durch einen deutlichen 4:1-Erfolg gegen die L.A. Dodgers gewannen die Phillies erstmals seit 1993 wieder die National League und sicherten sich so sie Teilnahme an der World Series 2008. Hier verloren sie lediglich das zweite Spiel der Best-of-seven-Serie gegen die Tampa Bay Rays und wurden mit 4:1 Siegen zum zweiten Mal in der Geschichte des Franchise „Weltmeister“.
In der Saison 2009 konnten das Team den dritten Divisionstitel hintereinander feiern. Am Ende der Regular Season hatte das Team sechs Spiele Vorsprung auf die Florida Marlins. Nach Siegen gegen die Colorado Rockies und die Los Angeles Dodgers zogen die Phillies in die World Series 2009 ein. Den Erfolg der Vorsaison konnten sie aber nicht wiederholen, da die Serie mit 2:4 gegen die New York Yankees verloren ging.
In der Saison 2010 gewannen sie mit sechs Spielen Vorsprung vor den Atlanta Braves erneut die National League East und schlugen die Cincinnati Reds in der Division Series in nur drei Spielen. In der Championship Series trafen sie auf die San Francisco Giants. Sie verloren die Serie mit 2:4 und verpassten dadurch den dritten Einzug in Folge in die World Series.
In der Saison 2011 dominierten die Phillies zum fünften Mal in Folge die NL East, was zugleich zum insgesamt elften Divisionstitel führte.
Seit 2012 ging es jedoch stetig bergab (2012: 3. der NL East, 2013: 4. der NL East, 2014: 5. der NL East).

### 2022
Die Phillies starteten mit einem schlechten Ergebnis von 22:29 in die Saison 2022. Am 3. Juni entließen die Phillies ihren Trainer Joe Girardi und ersetzten ihn durch Rob Thomson, der zum Interimsmanager des Teams ernannt wurde. Die Phillies beendeten die Saison 2022 mit 87:75 und erreichten zum ersten Mal seit 2011 die Playoffs.
In den Playoffs besiegten die Phillies die St. Louis Cardinals in der National League Wild Card Series. In der National League Division Series schalteten sie den amtierenden World Series-Sieger Atlanta Braves mit 3:1 aus und eliminierten anschließend die San Diego Padres mit 4:1 in der National League Championship Series, um in die World Series aufzusteigen, ihre erste Teilnahme an der World Series seit 2009. Am 10. Oktober lösten die Phillies auch die Interimsrolle von Thomson auf und ernannten ihn zum Manager des Teams.
In der World Series 2022 standen die Phillies dem American-League-Champion, den Houston Astros, in einer Best-of-Seven-World-Series gegenüber, die am 28. Oktober im Minute Maid Park in Houston begann. Die Phillies verloren mit 2:4 in sechs Spielen gegen die Houston Astros, welche sich zum World Series Sieger kürten.

## Erfolge einzelner Spieler

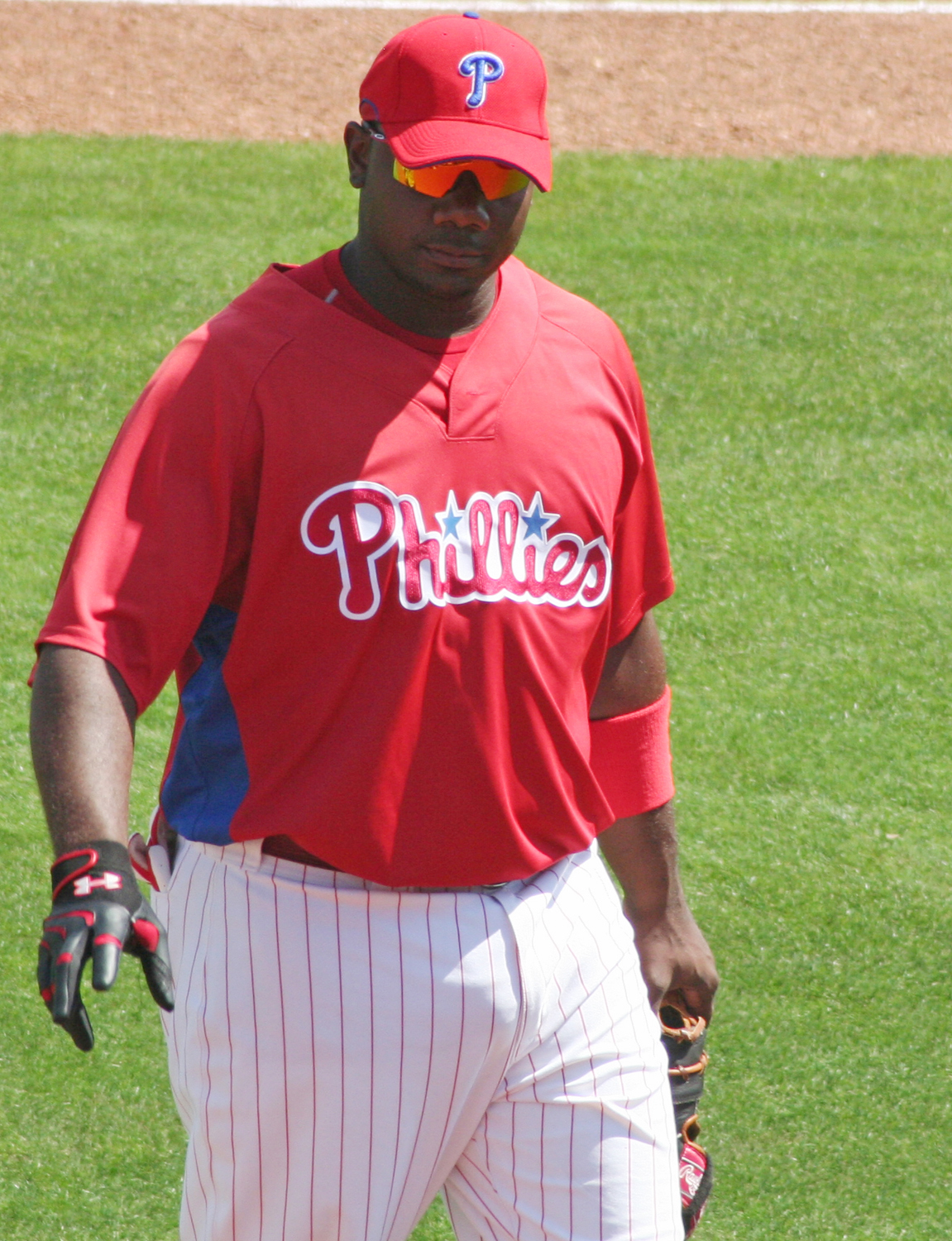
Ryan Howard, Rookie of the Year 2006

Fünf Spieler der Phillies haben bislang den MLB MVP Award der Regular Season gewonnen. Mike Schmidt führt die Liste mit drei Auszeichnungen an. 1980 und 1981 wurde er zweimal in Folge zum MVP gewählt. Seinen dritten Award erhielt Schmid 1986. Jeweils einen MVP-Award erhielten die Spieler Chuck Klein (1932), Jim Konstanty (1950), Ryan Howard (2006) und Jimmy Rolins (2007).
Der Pitcher Steve Carlton gewann im Trikot der Phillies insgesamt vier Cy Young Awards in den Jahren 1972, 1977, 1980 und 1982. Die Pitcher John Denny (1983) und Steve Bedrosian (1987) haben jeweils einmal diesen Award erhalten.
Mit Jack Sanford (1957), Dick Allen (1964), Scott Rolen (1997) und Ryan Howard (2006) wurden bislang vier Spieler der Phillies zum Rookie of the Year gewählt.

## Nicht mehr vergebene Nummern
| Robin Roberts seit 1962 | Richie Ashburn seit 1979 | Steve Carlton seit 1989 | Mike Schmidt seit 1990 |
| Jim Bunning seit 2001   | Pete Alexander seit 2001 | Chuck Klein seit 2001   | Jackie Robinson        |

- Grover Cleveland Alexander spielte zu einer Zeit, da es noch keine Rückennummern gab. Er wird seit 2001 mit dem „P“-Logo von 1915 geehrt.
- Chuck Klein spielte bei den Phillies mit diversen Rückennummern, so z. B. mit der 1, 3, 8, 26, 29, und 36. Die Phillies trugen während der ersten sechs Spielzeiten, in denen Klein im Team war, ein altenglisches P auf den Jerseys, weswegen man entschied, den Spieler damit zu ehren.

## Minor League Teams
| Level          | Teamname                  | Liga                     |
| -------------- | ------------------------- | ------------------------ |
| AAA            | Lehigh Valley IronPigs    | International League     |
| AA             | Reading Phillies          | Eastern League           |
| High-A         | Clearwater Threshers      | Florida State League     |
| Low-A          | Lakewood BlueClaws        | South Atlantic League    |
| Short Season A | Williamsport Crosscutters | New York-Penn League     |
| Rookie         | GCL Phillies              | Gulf Coast League        |
| Rookie         | VSL Phillies              | Venezuelan Summer League |
| Rookie         | DSL Phillies              | Dominican Summer League  |